# Tragopa sacrata
Tragopa sacrata är en insektsart som beskrevs av Hermann Burmeister. Tragopa sacrata ingår i släktet Tragopa och familjen hornstritar. Inga underarter finns listade i Catalogue of Life.